# CD2
CD2 (Cluster de différenciation 2) est une molécule d'adhérence cellulaire (CAM, cell adhesion molecule) exprimée à la surface des lymphocytes T et des cellules NK (natural killer). D'autres appellations furent précédemment utilisées pour CD2: antigène CD2, T11/Leu-5, LFA-2, LFA-3 receptor, erythrocyte receptor et Rosette receptor.

## Structure et classification
CD2 est une protéine composée de 351 acides aminés dont le poids moléculaire est d'environ 50 kDa. Chez l'homme, son gène est situé sur le chromosome 1 humain, au locus 1p13.
CD2 est membre de la superfamille des immunoglobulines. Cette classification est due aux caractéristiques structurales de cette protéine. CD2 possède deux domaines de type immunoglobuline dans sa partie extracellulaire.

## Fonctions
CD2 interagit avec des molécules d'adhésion exprimées à la surface d'autres cellules, telles que LFA-3/CD58 (lymphocyte function-associated antigen-3) chez l'homme ou CD48 chez les rongeurs.  
En plus de ses fonctions d'adhésion, CD2 agit comme une molécule co-stimulatrice pour les cellules T et NK. 